# La Chute de la maison Usher (nouvelle)
Pour les articles homonymes, voir La Chute de la maison Usher.
La Chute de la maison Usher (The Fall of the House of Usher) est une nouvelle fantastique écrite par Edgar Allan Poe. Elle fut publiée pour la première fois en septembre 1839 dans la revue littéraire Burton's Gentleman's Magazine. Cette nouvelle figure parmi les textes des Nouvelles histoires extraordinaires. Elle a été traduite en français, comme la plupart de ses contes, par Charles Baudelaire et est considérée comme l'une de ses nouvelles les plus célèbres. Elle a été illustrée par Hélène Azenor.

## Résumé
Le narrateur, ami d'enfance de Roderick Usher, accepte l'invitation de ce dernier à séjourner quelque temps à la Maison Usher. Dans sa lettre d'invitation, Usher lui parle d'un mal qui l'oppresse.
À peine arrivé à la Maison Usher, et à la vue du domaine, le narrateur ressent un profond malaise. Il entre dans le manoir, et rencontre son ami, dont la physionomie fut tellement modifiée par sa maladie que le narrateur peine à le reconnaître. Ce mal dont il souffre est un mal de famille, qui se manifeste par des sensations extranaturelles. Cette maladie a pour nom « hypocondrie ».
La sœur jumelle de Roderick, Madeline, est elle aussi malade. Quelque temps après, Roderick lui annonce que Madeline est morte et qu'il a l'intention de conserver son corps durant 15 jours dans un caveau en attendant de procéder à l'enterrement définitif. Après avoir aidé son ami dans cette tâche, le narrateur constate une aggravation rapide de l'état de Roderick. Environ une semaine plus tard, le narrateur reçoit par une nuit de tempête la visite de Roderick qui semble très agité. Il tente de le calmer en lui faisant la lecture mais entend divers sons provenant de la maison,,. Roderick devient finalement hystérique et clame que ces bruits sont causés par sa sœur qu'ils ont en fait enterrée vivante et qu'il le sait depuis plusieurs jours. Alors que les deux amis se trouvent dans la chambre de Roderick, la porte s'ouvre et laisse apparaître Madeline, en sang et dans son suaire. Elle avance vers son frère et tombe sur lui alors qu'elle rend le dernier soupir, et que lui-même succombe à sa frayeur. Le narrateur fuit alors la maison et, à la lueur de la pleine lune, voit une fissure parcourant la maison s'élargir, causant l'écroulement du bâtiment tout entier qui est englouti dans l'étang.

## Analyse
Cette nouvelle démontre la capacité de Poe à introduire un ton émotionnel dans son travail, et spécifiquement les sentiments de peur, de fatalité et de culpabilité. Ces émotions sont centrées sur Roderick Usher, qui, comme nombre d'autres personnages de Poe, souffre d'une maladie inconnue qui se manifeste entre autres par une hyper-acuité des sens. Cette maladie se manifeste physiquement mais principalement à travers l'état mental de Roderick, état duquel elle trouve son origine. Roderick est malade car il s'attend à être malade au vu de l'histoire de sa famille et est, pour l'essentiel, un hypocondriaque. De la même manière, il agit suivant sa prophétie autoréalisatrice en enterrant sa sœur vivante.
La maison Usher, le bâtiment comme la famille, joue un rôle primordial dans l'histoire. C'est le premier « personnage » que le narrateur présente en nous la décrivant comme une personne (« les fenêtres semblables à des yeux distraits »). Les fissures que la maison présente symbolisent la décadence de la famille et elle agonise en même temps que les jumeaux. Cette connexion entre la maison et la famille est mise en exergue quand Roderick récite le poème du « Palais hanté », qui semble être une référence directe au destin les attendant. La présence d'une demeure aussi vaste que délabrée symbolisant la désintégration du corps humain est l'un des éléments caractéristiques dans les œuvres ultérieures de Poe.
La dimension psychologique du conte a poussé plusieurs critiques à l'analyser comme une description de la psyché humaine en comparant la maison à l'inconscient et sa large fissure à un trouble dissociatif de l'identité. La maladie mentale est aussi évoquée à travers les thèmes de la mélancolie, d'un possible inceste et du vampirisme. Une relation incestueuse entre Roderick et Madeline n'est pas clairement établie mais semble être insinuée par l'étrange attachement qui les unit.
John McAleer, auteur d'un ouvrage sur Poe, pense que le personnage du capitaine Achab, du roman Moby Dick, a été inspiré par La Chute de la maison Usher. La maison Usher et Achab ont tous les deux un aspect de grande solidité, qui est visiblement démenti par la cicatrice blême d'Achab et par la fissure dans la maçonnerie de la maison.

### Inspiration
L'histoire est probablement basée sur le fait divers s'étant déroulé à la maison Usher, à Boston, dans laquelle on trouva, lorsqu'elle fut détruite en 1830, les corps d'un marin et d'une jeune femme, qui avaient été emmurés dans le cellier par le mari de la jeune femme.
Le récit Das Raubschloß (1812) d'Heinrich Clauren a également pu servir de source d'inspiration.

### Thèmes
- Le double (Poe mentionne la ressemblance frappante entre le frère et la sœur) que l'écrivain abordera plus en détail dans William Wilson.
- La mort et la résurrection d'une femme (traité également dans Ligeia et Morella).
- La maladie mentale (explorée aussi dans Bérénice).
- L'enterrement vivant (que l'on retrouve dans la Barrique d'amontillado).

Cette répétition des mêmes thèmes et du même genre de situations à plusieurs reprises par l'écrivain a d'ailleurs été la cible de critiques.

## Adaptations
- Dans la nouvelle La Maison maudite (1924), H. P. Lovecraft rend hommage à E. A. Poe à travers l’histoire d’une maison hantée. Il multiplie les références concernant La chute de la maison Usher[35].
- La Chute de la maison Usher a été adaptée plusieurs fois au cinéma, notamment dans des versions datant de 1928, par Jean Epstein, de 1960, par Roger Corman et de 1982 par Jess Franco
- Dans les Chroniques martiennes (1950), Ray Bradbury rend hommage à la nouvelle dans Usher II.
- Un opéra inachevé de Claude Debussy s'inspire également de la nouvelle.
- La première symphonie de Joseph Holbrooke intitulée A Dramatic Choral Symphony, Homage to Edgar Allan Poe, avec chœur, opus 48, datant de 1906, reprend le Palais hanté.
- En 1976, le premier album du Alan Parsons Project, intitulé Tales of Mystery and Imagination, adapta de nombreuses histoires de Edgar Allan Poe sous forme musicale. La deuxième moitié de l'album est un ensemble en cinq parties instrumentales consacré à "La chute de la maison Usher", avec une narration introductive d'abord de Leonard Whiting dans la version originale de l'album en 1976. Puis celle d'Orson Welles incluse dans la version remixée de l'album en 1987.
- Un opéra de Philip Glass, The Fall of the House of Usher créé en 1988 et dont le livret est directement adapté de la nouvelle.
- Un opéra-rock de Peter Hammill, The Fall of the House of Usher (1991), s'inspire largement de la nouvelle.
- Une célèbre pièce pour guitare classique intitulée Usher Waltz (1984) de Nikita Koshkin s'inspire de la nouvelle.
- À la fin du film Detachment, le professeur, Henry Barthes, lit les premières lignes de la nouvelle tandis que des images du lycée, laissé à l'abandon, apparaissent à l'écran et coïncident avec sa lecture. Le professeur s'arrête à la phrase « Une glace au cœur » et est vu seul à faire cours dans une salle vide. Par ailleurs, un professeur dit que ce lycée « a une âme » tout comme la maison Usher.
- En 2008 Art Zoyd crée La chute de la Maison Usher sur le film de Jean Epstein au musée du Louvre à Paris (musique de Gérard Hourbette, Kasper T.Tœplitz, Patricia Dallio et Didier Casamitjana).
- En octobre 2023, Netflix a diffusé une série en huit épisodes, créée par Mike Flanagan, intitulée La Chute de la maison Usher  (The Fall of the House of Usher), adaptation très libre dans le registre de l’horreur de la nouvelle éponyme d’Edgar Allan Poe ainsi que de plusieurs autres[36].